# Гузерипль (посёлок)
Гузери́пль (адыг. Гъузэрыплъ) — посёлок в Майкопском районе Республики Адыгея России. Входит в состав Даховского сельского поселения.

## География
Расположен в горнолесной зоне на левом берегу реки Белой, в 84 км от Майкопа и в 44 км от железнодорожной станции Хаджох. Является последним населённым пунктом в долине реки Белой перед незаселёнными территориями Кавказского заповедника. Связан с Майкопом автомобильной асфальтированной дорогой, которая проходит через село Хамышки, станицу Даховскую, посёлок Каменномостский. Имеет с ним ежедневное автобусное сообщение.
Находится на границе Кавказского заповедника. Она проходит по левому берегу реки Белой. Рядом с посёлком, на правом берегу реки расположен одноимённый кордон заповедника, в котором находится контора Северного участкового лесничества  и живут егеря.
На территории посёлка в реку Белую впадает река Жолобная, а также река Молчепа. Из посёлка от устья реки Жолобной начинается построенная в 2000-х годах асфальтированная автомобильная дорога Гузерипль — Лаго-Наки, ведущая на базу отдыха «Партизанская поляна», и далее под плато Лаго-Наки. Дорога заканчивается тупиком в районе Яворовой Поляны, от которого начинается туристическая тропа, ведущая на  приют «Фишт» в Кавказском заповеднике.

### Климат
Климат умеренно-континентальный, на температуру и количество осадков сказывается высота над уровнем моря (около 670 м)
Зима мягкая, средняя температура около 0°C, поэтому постоянного снежного покрова не образуется.
Лето тёплое и довольно продолжительное, с большими суточными перепадами температур.
Абсолютный максимум температуры +37.8 (1 июля 2011)
Абсолютный минимум температуры -22.1 (23 февраля 2025)
Среднее число дней со снежным покровом в году - 43
| Показатель                                              | Янв.  | Фев.  | Март | Апр. | Май  | Июнь | Июль | Авг. | Сен. | Окт. | Нояб. | Дек.  | Год   |
| ------------------------------------------------------- | ----- | ----- | ---- | ---- | ---- | ---- | ---- | ---- | ---- | ---- | ----- | ----- | ----- |
| Абсолютный максимум, °C                                 | 18,9  | 21,6  | 25,9 | 33,3 | 33,0 | 34,2 | 37,8 | 36,7 | 35,9 | 29,6 | 27,2  | 24,7  | 37,8  |
| Средняя температура, °C                                 | 0,0   | 1,8   | 4,6  | 9,7  | 13,8 | 17,8 | 19,7 | 20,0 | 15,6 | 9,8  | 4,5   | 0,9   | 9,8   |
| Абсолютный минимум, °C                                  | −20,7 | −22,1 | −15  | −5,5 | −0,9 | +4,1 | +5,0 | +5,7 | −0,1 | −3,7 | −13,6 | −21,6 | −22,1 |
| Норма осадков, мм                                       | 101   | 68    | 93   | 74   | 103  | 103  | 99   | 70   | 85   | 93   | 95    | 106   | 1095  |
| Источник: http://www.pogodaiklimat.ru/history/37101.htm |       |       |      |      |      |      |      |      |      |      |       |       |       |

## История
Посёлок был основан в 1924 году как кордон Кавказского заповедника. В 1936 году получил статус посёлка и вошёл в Хамышинский сельский округ. Долгое время функционировал как посёлок лесорубов. Добываемый лес сплавялся по реке Белой до посёлка Каменномостского. В довоенный период вырубкой леса занимались заключённые, размещенные в двух лагерях. У реки Жолобной находился лагерь для заключённых общего режима. Лагерь строгого режима располагался на правом берегу Белой на поляне Заключенке, здесь содержались репрессированные казаки с Дона. С началом Великой Отечественной войны лагеря были закрыты. На поляне, в жилых домах зоны разместился кордон Кавказского заповедника Суворовский. В 1961 году через ущелье реки Белой была проложена автомобильная дорога с гравийным покрытием между Гузериплем и селом Хамышки. Во время активной лесодобычи рядом с поселком на правом берегу реки Жолобной функционировала узкоколейная железная дорога для перевозки древесины.
Начиная с 1940 года, посёлок начинает использоваться в туризме, был построен лагерь «Гузерипль», филиал Хаджохского дома туриста. В 1949 года был запущен знаменитый туристический маршрут №30 «По Западному Кавказу», который шёл через поляны Партизанскую и Яворовую на приют Армянский, далее через Гузерипльский и Армянский перевалы на приют Фишт, а потом через Белореченский и Черкесский перевалы в Бабук-Аул. Туристический лагерь был переименован в турбазу «Кавказ». В период с 1991 по 2009 годы в Гузерипле на реке Белой проводились соревнования по водному туризму «Интерралли Белая».
В настоящее время  продолжает развиваться как туристский центр. В нём расположено большое количество гостиниц и гостевых домов.
В 1987 году на кордоне Кавказского заповедника была создана общественная организация «Социально-экологический союз» (СоЭС), в течение 1990-х и начала 2000-х годов являвшаяся крупнейшей общественной экологической организацией в СНГ.
До конца 2012 года посёлок располагался на межселенной территории и находился в прямом подчинении администрации Майкопского района, затем был включён в состав Даховского сельского поселения.

## Население
| 2002 | 2010 | 2013 | 2014 | 2015 | 2016 | 2017 |
| ---- | ---- | ---- | ---- | ---- | ---- | ---- |
| 111  | ↘106 | ↗107 | ↘103 | ↗109 | ↘107 | ↘104 |
| 2018 | 2019 | 2020 | 2021 | 2023 | 2024 |      |
| ↘103 | ↗106 | ↘105 | ↘85  | ↘81  | →81  |      |

## Национальный состав
По переписи населения 2010 года из 106 проживающих в посёлке, 102 человека указали свою национальность
| Национальность | %     | Численность |
| -------------- | ----- | ----------- |
| Русские        | 100 % | 102         |

По переписи населения 2021 года из 86 проживающих в посёлке, 85 человек указали свою национальность
:
| Национальность | %       | Численность |
| -------------- | ------- | ----------- |
| Русские        | 94,11 % | 80          |
| Адыги          | 3,53 %  | 3           |
| Башкиры        | 1,17 %  | 1           |
| Татары         | 1,17 %  | 1           |